# Ещенко, Александр Алексеевич
Александр Алексеевич Ещенко (5 мая 1970, Луцк) — советский и российский футболист, защитник.
После седьмого класса школы учился в львовском спортинтернате. Футболом начал заниматься в Нововолынской ДЮСШ (первый тренер — заслуженный тренер Украины Владимир Байсарович). В 1987—1988 годах играл во второй лиге за «Торпедо» Луцк. Следующие два сезона отыграл за армейские команды Львова и Ростова-на-Дону. 1991 год провёл в «Ростсельмаше». В 1992 году перешёл в «Динамо» Киев. В Кубке чемпионов, вопреки заявлению в интервью, не участвовал, как и в чемпионате Украины.
В 1992 году по приглашению президента клуба Владимира Горюнова перешёл в «Ротор» Волгоград. В 1994 году провёл полгода в составе португальского «Белененсеша» Лиссабон, затем вернулся в «Ротор». 1995 год начал в «Ростсельмаше», позже отыграл 7 игр за «Волынь» в чемпионате Украины и вновь вернулся в Волгоград. Сыграл 6 игр в Кубке УЕФА: 2 матча в розыгрыше 1994/95 и 4 — 1995/96.
В 1996 году перешёл в сочинскую «Жемчужину», за которую провёл четыре сезона. До 2005 года играл в клубах первого и второго дивизионов, после чего завершил карьеру.

## Достижения
- Серебряный призёр чемпионата России: 1993.
- Финалист Кубка России: 1995.